# Bryś-Folwark
Bryś-Folwark – część wsi Skrzatusz w Polsce, położona w województwie wielkopolskim, w powiecie pilskim, w gminie Szydłowo.
W latach 1975–1998 Bryś-Folwark administracyjnie należał do województwa pilskiego.